# Bidau Mota Claran
Bidau Mota Claran ist eine osttimoresische Aldeia. Sie liegt im Nordwesten des Sucos Bidau Santana (Verwaltungsamt Cristo Rei, Gemeinde Dili). In Bidau Mota Claran leben 508 Menschen (2015).

## Lage und Einrichtungen

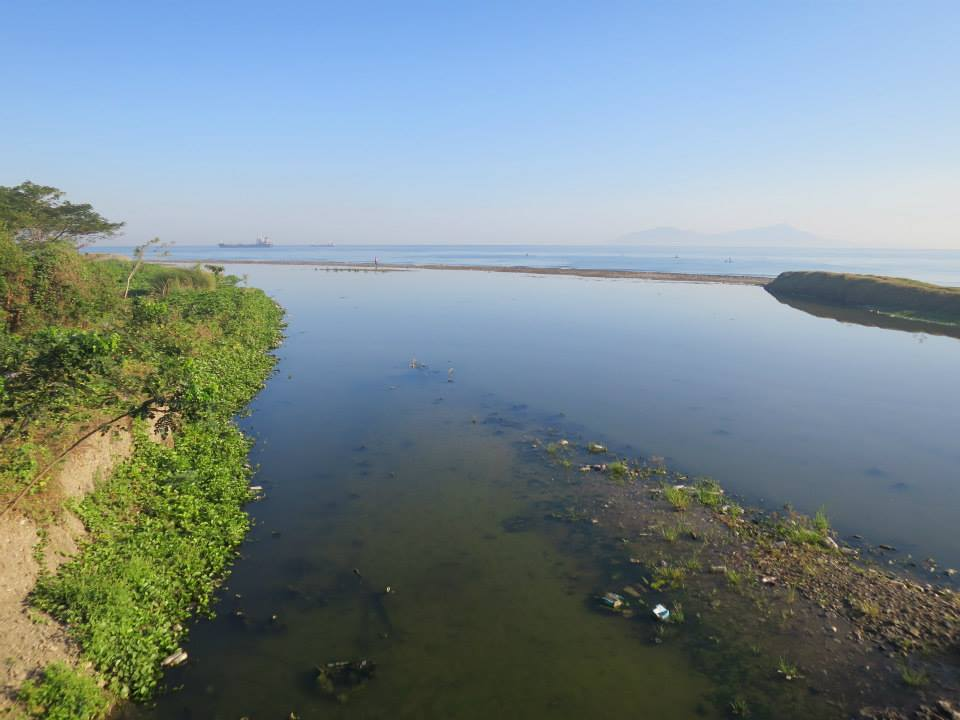
Mündung des Mota Clarans

Bidau Mota Claran liegt am Südufer der Bucht von Dili, im äußersten Nordwesten von Bidau Santana. Westlich von Bidau Mota Claran, jenseits des Mota Bidau, liegt das Verwaltungsamt Nain Feto mit dem Suco Bidau Lecidere, östlich, jenseits des Mota Claran die Aldeia Manu Mata. Die Aldeia Toko Baru schließt sich südlich der Rua Edan an Bidau Mota Claran an. Die Avenida Sant'Ana beginnt am Westufer des Mota Bidau und quert mit Hilfe mehreren Brücken die Aldeia in Richtung Osten. Eine davon ist die Ponte B. J. Habibie, die nach dem indonesischen Präsidenten Bacharuddin Jusuf Habibie benannt wurde. Auch der am Ufer davor gelegene kleine Park trägt dessen Namen, der Jardim B. J. Habibie. Die Rua Edan verfügt ebenfalls über zwei Brücken über die beiden Flüsse.
In der Südwestecke der Aldeia steht die Kirche Sâo Sebastian Bidau (auch Bidaukapelle genannt).